# Capparis zoharyi
La tapenera de la Sierra Minera  (Capparis zoharyi) es una especie de alcaparra o tapenera perenne, de hoja caduca.

## Descripción
Se diferencia de Capparis spinosa fundamentalmente por su porte erguido, pudiendo alcanzar hasta dos metros de altura. En primavera rebrota desde las ramas, no desde la cepa como hace C. spinosa, con lo que termina desarrollando un tronco que puede llegar a ser bastante grueso. 
Sus hojas son redondeadas y escotadas y su fruto es alargado y de la pulpa amarilla. A menudo se hibrida con C. spinosa.
Se trata de una especie caducifolia invernal. Los primeros rebrotes se muestran a mitad del mes de marzo. Aparece en floración durante el verano (mes de junio, principalmente), y los primeros frutos surgen en julio. A finales de septiembre pierde la hoja. 

## Hábitat y distribución

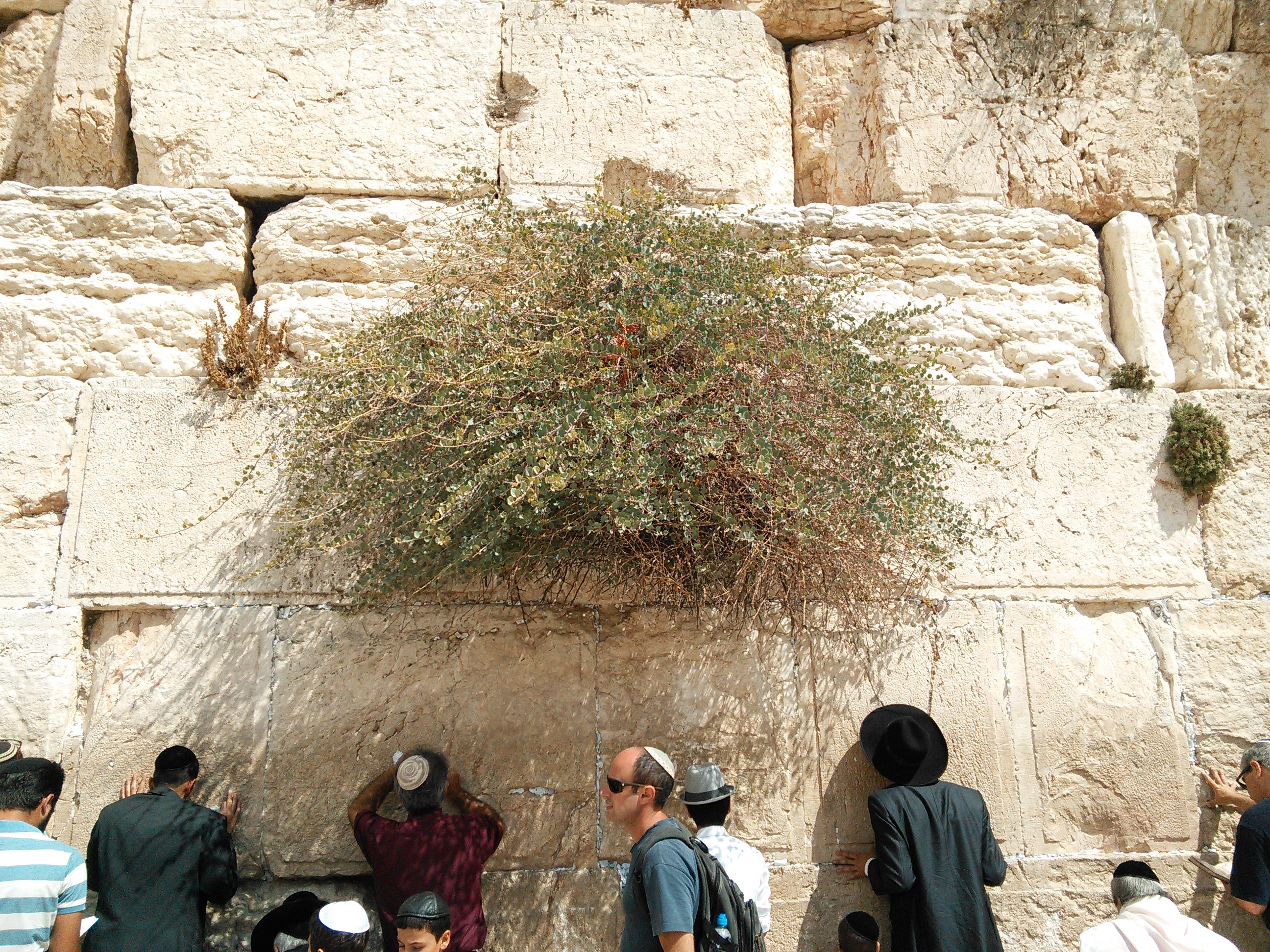
Capparis zoharyi sobre el Muro de las lamentaciones de Jerusalem.

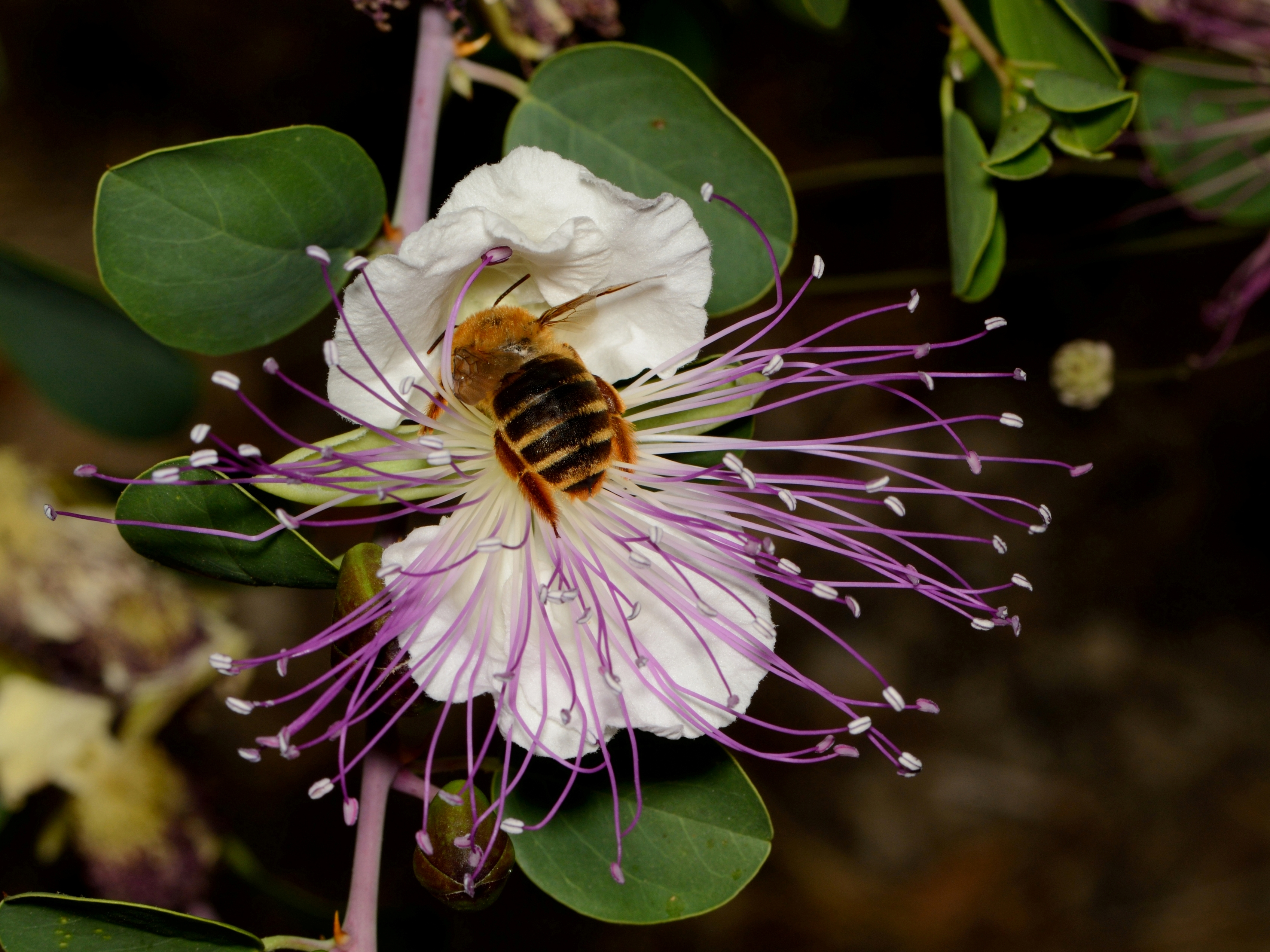
Detalle de la flor

Esta tapenera crece sobre taludes, terraplenes, paredes de edificios y bordes de caminos. 
Se distribuye de forma puntual por algunas zonas de España, Marruecos, Argelia, Oriente Próximo, Turquía y la Isla de Creta. 
En España la especie es exclusiva de las sierras de Cartagena, en especial de la sierra minera de Cartagena-La Unión, donde se desarrolla en el entorno de las instalaciones mineras abandonadas. También se puede encontrar en el entorno del puerto de la propia ciudad.

## Estado de conservación
En España está catalogada como en peligro de extinción según la Lista roja de la flora vascular en peligro (2008). A nivel mundial la especie no está evaluada (NE).
Desde el punto de vista legal, en España la especie no cuenta con ningún tipo de protección, si bien, algunas de sus poblaciones se encuentran incluidas dentro del parque regional de Calblanque, Monte de las Cenizas y Peña del Águila, o bien están en el entorno de edificaciones mineras protegidas, como toda la sierra minera, con la categoría de Bien de Interés Cultural (BIC).

## Taxonomía
Capparis zoharyi fue descrita por  Inocencio, D.Rivera, Obón & Alcaraz y publicado en Annals of the Missouri Botanical Garden 93: 145. 2006.